# Ephedra americana
Ephedra americana là một loài thực vật hạt trần trong họ Ephedraceae. Loài này được Humb. & Bonpl. ex Willd. mô tả khoa học đầu tiên năm 1806.